# Kruszyna (Silésie)
Pour les articles homonymes, voir Kruszyna.
Kruszyna est une localité polonaise et siège de la gmina de Kruszyna, située dans le powiat de Częstochowa en voïvodie de Silésie.